# José María Santucho y Marengo
José María Santucho y Marengo (Málaga, 1807-Madrid, 1883) fue un médico y periodista español.

## Biografía
Natural de Málaga, se doctoró en Medicina y llegaría a ser vicepresidente de la Real Academia Nacional de Medicina. Dirigió la Revista de Sanidad Militar Española y Extranjera entre 1864 y, según Ossorio y Bernard, 1867. Fue autor de una larga lista de escritos, incluidos Historia del tifo padecido en los Hospitales Militares en la ciudad de Vitoria en 1836 (1840), Apuntes históricos sobre el servicio sanitario en los ejércitos cartagineses y españoles durante la dominación de los primeros en España (1844), El moro de Medina y los médicos árabes (1845), una Memoria sobre la sarna en el ejército que leyó en 1848 como viceconsultor del Cuerpo de Sanidad Militar, una Crítica de la obra de Vicente Martínez Montes sobre los Reglamentos de los Hospitales Militares extranjeros (1859, en El Siglo Médico) y unos Apuntes biográficos acerca del Excmo. Sr. Dr. D. León Angel y Sin (1876).
Falleció en Madrid la madrugada del 20 de septiembre de 1883. Estaba trabajando entonces en una obra sobre el bachiller Fernán Gómez de Cibdarreal, que quedaría inédita, al igual que otras, entre las que se cuentan una biografía de Tomás Murillo y Velarde, Medicina española durante la dominación romana y Medicina árabe-española desde que llegaron los meslines a la península hasta la creación de las escuelas médicas en los dominios árabes en España.